# Johann Christian Ludwig Abeille
Pour les articles homonymes, voir Abeille (homonymie).
Johann Christian Ludwig Abeille (né le 20 février 1761 à Bayreuth et décédé le 2 mars 1838 à Stuttgart) est un pianiste et compositeur allemand.

## Biographie
Son père est valet chez un baron. Abeille suit l'enseignement de Antonio Boroni, Ferdinando Mazzanti, et Johann Gottlieb Sämann à l'école Charles (de) de Stuttgart. En 1782, il est musicien à la cour. En 1802, il est maître de concert puis organiste à la cour. Il cesse ses activités en 1832.

## Œuvres
- Deux opéras : Amor und Psyche et Peter und Ännchen, dans un style proche de celui de Mozart.
- Mélodies populaires
- Concerto pour piano à 4 mains, en ré majeur, op. 6 (Offenbach, 1793)
- Fantaisie pour piano, op. 4
- Grand Trio pour piano, violon et violoncelle, en ut majeur, op.20 (Offenbach, 1798)
- Concerto pour piano, en si bémol majeur, op.5 (Offenbach, 1793)
- Sonate pour piano, op. 22
- Der Aschermittwoch, Cantate pour piano, op. 11 (Augsburg, 1798)

## Source de traduction
- (en) Cet article est partiellement ou en totalité issu de l’article de Wikipédia en anglais intitulé « Ludwig Abeille » (voir la liste des auteurs).